# Historia territorial de Alemania

La Confederación Germánica entre 1815 y 1866.

Evolución territorial de Alemania desde 1867.

Los cambios territoriales de Alemania se refieren a los cambios en las fronteras y el territorio de Alemania desde su formación en 1871 hasta el presente. La Alemania moderna se formó en 1871, cuando Otto von Bismarck unificó la mayoría de los Estados de habla alemana (con la notable excepción de Austria) en el Imperio alemán (Segundo Reich). Después de la Primera Guerra Mundial Alemania perdió el 10% de su territorio a favor de sus vecinos y se formó entonces la República de Weimar. Esta república incluyó territorios al este de los actuales límites alemanes, en su mayoría Prusia Oriental.
El período del gobierno nazi de la década de 1930 hasta el final de la Segunda Guerra Mundial trajo cambios significativos. La Alemania nazi al principio amplió dramáticamente el territorio del país y conquistó la mayor parte de Europa, aunque no todas las áreas fueron anexadas a Alemania propiamente dicha. La fortuna de los nazis cambió durante la invasión de la Unión Soviética, y los aliados derrotaron y ocuparon Alemania.
Inmediatamente después de la guerra, todas las conquistas territoriales se revirtieron, y la Alemania de la preguerra fue dividida en zonas de ocupación por parte de los ingleses, franceses, estadounidenses y soviéticos; la capital Berlín fue dividida igualmente en cuatro sectores. Los antiguos territorios orientales de Alemania fueron cedidos a Polonia y la Unión Soviética, con lo que los ríos Oder y Neisse fueron el nuevo límite alemán en el este. La mayoría de este territorio se convirtió en "territorios recuperados" por Polonia, mientras que aproximadamente un tercio de la Prusia Oriental constituyó el óblast de Kaliningrado de Rusia; prácticamente toda la población alemana en estas regiones fue expulsada o huyó. En el oeste, se formó el Protectorado del Sarre, una zona bajo control francés y con una autonomía limitada, pero con leyes de ciudadanía propia.
Con el inicio de la Guerra Fría, la parte occidental de Alemania fue unificada a partir de la Trizona, convirtiéndose en la República Federal de Alemania en mayo de 1949. La zona de ocupación de Berlín Occidental declaró su adhesión a la República Federal de Alemania en 1949 pero fue rechazado por las potencias ocupantes. La zona soviética, incluyendo el sector soviético de Berlín, se convirtió en la República Democrática Alemana en octubre del mismo año. El 1 de enero de 1957, el Protectorado del Sarre declaró su adhesión a la República Federal de Alemania, según lo dispuesto por el artículo 23 de su Constitución (Pequeña Reunificación).
Tras el final de la Guerra Fría, Alemania Oriental (incluyendo Berlín Oriental) y Berlín Occidental utilizaron la misma cláusula constitucional de Alemania Occidental y declararon su adhesión a la República Federal de Alemania a partir del 3 de octubre de 1990, evento conocido como la reunificación de Alemania.

## Antecedentes

### Asentamiento alemán en el este de Europa
Parte de la motivación detrás de los cambios territoriales se basa en hechos históricos en Alemania y Europa Occidental. Las migraciones que tuvieron lugar durante más de un milenio, llevaron a los alemanes a vivir en toda la Europa Oriental y tan lejos como los países bálticos y Rusia. La existencia de estos enclaves fue utilizada varias veces por los nacionalistas alemanes para justificar pretensiones territoriales.

### El auge del nacionalismo europeo
Los cambios territoriales de Alemania después de la Segunda Guerra Mundial se pueden interpretar en el contexto de la evolución del nacionalismo global y el nacionalismo europeo.
La segunda mitad del siglo XIX y la primera mitad del siglo XX vieron el surgimiento del nacionalismo en Europa. Anteriormente, un país consistía en gran parte de aquellos pueblos que vivían en los territorios bajo el dominio de un gobernante en particular. Como los principados y reinos crecieron a través de la conquista y el matrimonio, un gobernante podía terminar con muchas diferentes etnias bajo su dominio.
El concepto de nacionalismo se basa en la idea de un "pueblo" que comparte un nexo común a través de la historia, raza, religión, idioma y cultura. Por otro lado, el nacionalismo afirmó que cada "pueblo" tiene derecho a su propio Estado. Por lo tanto, gran parte de la historia europea en la segunda mitad del siglo XIX y la primera mitad del siglo XX se puede entender como los esfuerzos por realinear las fronteras nacionales con este concepto de "un solo pueblo, un Estado". Muchos de los conflictos internos fueron el resultado de la presión de uno o varios grupos étnicos alternativos y/u otras lenguas nativas de asimilar a la etnia dominante en el Estado. Suiza fue la brillante excepción, mostrando que el patriotismo sólo necesita de orgullo cívico y de igualdad jurídica, no una lengua común.
Muchos conflictos surgen cuando un país afirma derechos sobre terrenos fuera de sus fronteras, en base de un vínculo étnico con las personas que viven en tales tierras. Otra fuente de conflicto surge cuando un grupo de personas, que constituían una minoría en una nación, busca separarse de esta, ya sea para formar una nación independiente o unirse a otra nación con la que sienten lazos fuertes. Sin embargo, otra fuente de conflicto nace del deseo de algunas naciones de expulsar gente del territorio dentro de sus fronteras, porque esas personas no comparten un vínculo común con la mayoría de la gente de esa nación.

## Formación del Imperio alemán

El Imperio alemán entre 1871 y 1918.

### Prusia
La expansión territorial del Reino de Prusia, que en el siglo XIX lideraría los esfuerzos futuros de la unificación alemana, comenzó con la anexión de territorios pertenecientes a la Mancomunidad de Polonia y Lituania. Entre 1772 y 1795, Prusia tomó 141 400 km² del territorio occidental de la Mancomunidad (áreas conocidas como Gran Polonia, Pomorze y Mazovia) (renombrándolas como Prusia del Sur, Prusia Occidental y Nueva Prusia Oriental) y casi un millón de hablantes de lengua polaca. Federico el Grande envió inmediatamente 57,475 familias alemanas a las tierras recién conquistadas para consolidar sus nuevas adquisiciones, y abolió el uso del idioma polaco.

### Confederación Alemana del Norte
Después de las guerras napoleónicas y la disolución del Sacro Imperio Romano Germánico, la Confederación Alemana del Norte, liderada por Prusia, se combinó con los estados sureños de Baden, Wurtemberg, Baviera y Hesse y así como con el antiguo territorio francés de Alsacia y Lorena, de reciente anexión, para formar el Imperio alemán en 1871. En algunas zonas de las provincias prusianas orientales, tales como la provincia de Posen, la mayoría de la población era polaca. Muchos habitantes de Alsacia y Lorena tenían por lengua el francés. La mayoría de los alsacianos y lorranios de lengua alemana nativa se aferraron a Francia, a pesar de todas las afirmaciones nacionalistas de que por lenguaje y cultura se debería determinar una sola afiliación nacional.

### Heligoland
El Imperio británico cedió Heligoland a Alemania en 1890 de acuerdo a los términos del Tratado de Heligoland-Zanzíbar. Los habitantes de la isla, todavía predominantemente fluidos en su dialecto heligolandés del norte de Frisia, adoptaron la ciudadanía alemana como muchos otros frisios de la costa del Mar del Norte.

## Primera Guerra Mundial

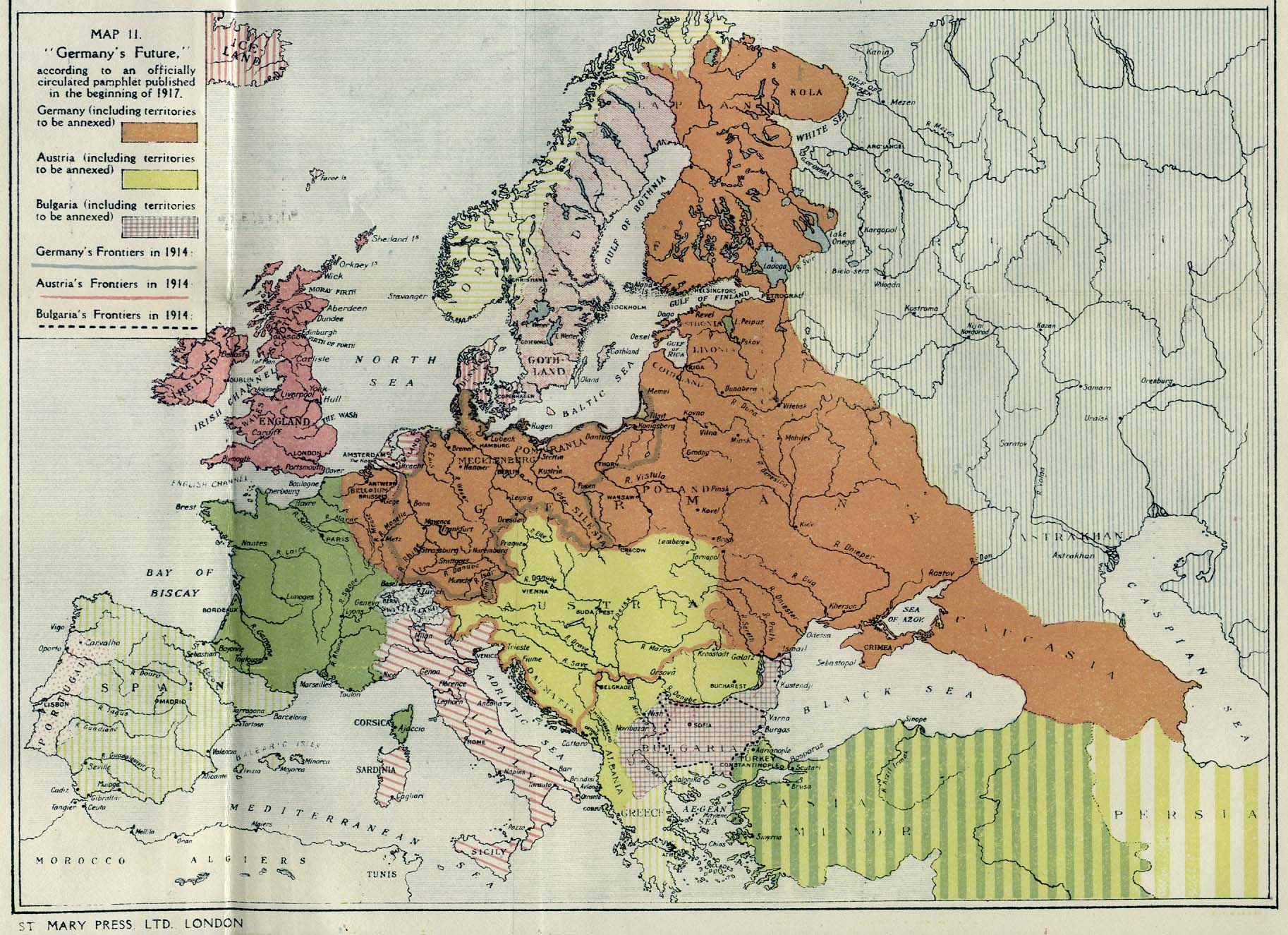
Planes expansionistas de Alemania en 1917 durante la Primera Guerra Mundial, de acuerdo a los aliados.

### Brest-Litovsk
Como parte del Tratado de Brest-Litovsk, el gobierno comunista de Rusia renunció a toda pretensión sobre Finlandia, los futuros Estados bálticos (Estonia, Letonia y Lituania), Polonia, Bielorrusia, Ucrania. Varios de estos territorios fueron cedidos al Imperio alemán.
En cuanto a los territorios cedidos, el tratado declaró que "Alemania y Austria-Hungría tenían la intención de determinar el futuro destino de estos territorios, de acuerdo con su población" con algunos otros efectos, tales como la designación de los gobernantes alemanes a los tronos nuevos de Finlandia, Letonia, Lituania y Polonia.

## Cambios territoriales después de la Primera Guerra Mundial

### Tratado de Versalles

Alemania después del Tratado de Versalles.
----
Anexado por países vecinos
Administrado por la Sociedad de Naciones
Alemania de Weimar

Las disposiciones del Tratado de Versalles al final de la Primera Guerra Mundial obligaron a Alemania a transferir parte de su territorio a otros países. Además de la pérdida del Imperio colonial alemán, otros territorios cedidos fueron:
- Alsacia y Lorena, territorios que fueron anexados por Francia en 1681 y devueltos a Alemania de acuerdo con los preliminares de paz firmados en Versalles el 26 de febrero de 1871 y al Tratado de Fráncfort del 10 de mayo de 1871; ambos fueron restaurados a la soberanía francesa el 11 de noviembre de 1918 sin un plebiscito como condición previa para el armisticio (es decir, no como una cláusula del Tratado de Versalles) (área 14 522 km², 1 815 000 habitantes (1905)).

- Schleswig Septentrional fue cedida a Dinamarca, incluyendo las ciudades de Tondern, Apenrade, Sonderburg, Hadersleben y Lügumkloster que estaban en territorio de Schleswig-Holstein, después de los plebiscitos de Schleswig (área 3 984 km², 163 600 habitantes (1920)).

- Las provincias prusianas de Posen y Prusia Occidental, que Prusia había anexado en las particiones de Polonia (1772-1795), fueron retornadas a Polonia. La mayor parte de este territorio ya había sido ocupado por la población polaca local durante el gran levantamiento polaco de 1918-1919. Una porción de ambas provincias permaneció como parte de Alemania en la nueva provincia prusiana de Posen-Prusia Occidental (área 53 800 km², 4 224 000 habitantes (1931), incluyendo 510 km² y 26 000 habitantes de la Alta Silesia).

- La mayor parte de Prusia Occidental, que Prusia se había anexado durante la primera partición de Polonia (1772), retornó a Polonia en 1920, a pesar de tener una importante minoría alemana, con el fin de proporcionar un acceso libre al mar (ver corredor polaco).

- La Región de Hlučín de Alta Silesia fue cedida a Checoslovaquia (área 316 o 333 km², 49 000 habitantes).

- Alta Silesia Oriental pasó a Polonia, a pesar de que durante el plebiscito de Alta Silesia el 60% de la población había votado a favor de permanecer dentro de Alemania (área 3 214 km², 965 000 habitantes).

- El área de Eupen-Malmedy pasó a Bélgica.

- El área de Soldau en la Prusia Oriental (una estación de ferrocarril en el trayecto de Varsovia a Danzig) fue cedida a Polonia (área 492 km²).

- La parte norte de la Prusia Oriental, conocida como Memelland bajo el control de Francia, Italia, Japón y el Reino Unido, fue trasladada a Lituania sin plebiscito.

- De la parte oriental de la Prusia Occidental y la parte sur de la Prusia Oriental (Warmia y Masuria), una pequeña zona fue cedida a Polonia; pese a la afirmación nacionalista de que la etnicidad debe determinar la identidad nacional, la mayoría de los eslavos oriundos de Masuria votaron a favor de Alemania durante el plebiscito de Prusia Oriental.

- El Sarre estaba bajo el control de la Sociedad de Naciones por 15 años, y después se llevó a cabo un plebiscito entre Francia y Alemania para decidir a qué país pertenecería. Durante este tiempo, el carbón fue a Francia como botín de guerra.

- El puerto de Danzig (ahora Gdańsk, Polonia) con el delta del río Vístula en el Mar Báltico fue convertido en la Ciudad Libre de Danzig (del alemán: Freie Stadt Danzig) bajo el control de la Sociedad de Naciones (área 1 893 km², 408 000 habitantes (1929), 90% alemanes).

- Por medio del tratado Alemania reconocía y respetaría plenamente la independencia de Austria.

### Los Sudetes
La población de etnia alemana de los Sudetes (del alemán: Sudetenland) había intentado evitar que las áreas de lengua alemana de la antigua Austria-Hungría se convirtiesen en parte de Checoslovaquia en 1918. Como parte de Baviera, proclamaron la provincia austro-alemana de los Sudetes en octubre de 1918, además de que votaron para integrarse en la recientemente declarada República de Austria Alemana en noviembre del mismo año. Sin embargo, esto había sido prohibido por las potencias aliadas vencedoras de la Primera Guerra Mundial (el Tratado de Saint-Germain) y por el gobierno checoslovaco, utilizando en parte las fuerzas armadas en 1919. Muchos alemanes de los Sudetes rechazaron la afiliación a Checoslovaquia, ya que se les había denegado el derecho a la libre determinación, prometida por el presidente de Estados Unidos Woodrow Wilson en sus Catorce Puntos de enero de 1918.

### Revuelta de Silesia
Las sublevaciones de Silesia (en polaco: Powstania śląskie) fueron una serie de tres revueltas llevadas a cabo entre 1919 y 1921 por la población polaca en la región de la Alta Silesia contra la República de Weimar, para escindir la región de Alemania (en algunas zonas de este territorio los polacos eran la mayoría étnica) y unirla a la Segunda República Polaca.

## Interbellum

Cambios y pérdidas territoriales de Alemania entre 1919 y 1945.

### Las reivindicaciones territoriales de los nacionalistas alemanes
Antes de la Primera Guerra Mundial, había grupos aislados de los alemanes denominados Schwaben tan al sureste como el Bósforo (Turquía), Georgia y Azerbaiyán. Después de la guerra, la pérdida de territorios de Alemania y Austria-Hungría y el auge del comunismo en la Unión Soviética, significó que muchos alemanes constituyesen minorías considerables en varios países.
Los nacionalistas alemanes utilizaron la existencia de grandes minorías alemanas en otros países como base para reclamaciones territoriales. Muchos de los temas de propaganda del régimen nazi contra Checoslovaquia y Polonia afirmaban que la etnia alemana (Volksdeutsche) en esos territorios era perseguida.
Los nazis negociaron una serie de traslados de población con Iósif Stalin y Benito Mussolini, entre otros, a fin de que tanto Alemania como dichos países aumentaran su homogeneidad étnica. Sin embargo, estas transferencias de población no fueron suficientes para apaciguar las demandas de los nazis. El Heim ins Reich, la retórica de los nazis sobre el estatus permanente de enclaves inconexos, como Danzig y Prusia Oriental, fue uno de los factores de agitación en la política que condujeron a la Segunda Guerra Mundial, y es considerado por muchos como una de las principales causas de la belicosidad del régimen nazi que conllevó a la guerra. Adolf Hitler utilizó estos temas como un pretexto para librar guerras de agresión contra Checoslovaquia y Polonia.

### Renania (Tierra del Rin)
El 7 de marzo de 1936, Hitler envió una pequeña fuerza expedicionaria a la zona desmilitarizada de Renania (del alemán: Rheinland). Esta fue una clara violación del Tratado de Versalles de 1919 (que supuso el fin oficial de la Primera Guerra Mundial), y como tal, Francia y Gran Bretaña estaban en su derecho, a través del Tratado, de atacar y derrotar a las fuerzas alemanas. Pero la opinión pública británica bloqueó el uso de la fuerza militar, lo que impidió a su vez la acción francesa, ya que estaban divididos internamente y no podían actuar sin el apoyo británico.

### Región del Sarre
En 1933, un número considerable de la población alemana contraria a los nazis emigró a la región del Sarre, ya que era la única parte de Alemania no controlada por el Tercer Reich. Como resultado de esto, los grupos antinazis hicieron campaña de forma intensiva para que la región del Sarre permaneciera bajo el control de la Sociedad de Naciones mientras Adolf Hitler siguiese gobernando Alemania. Por otro lado, resurgió el sentimiento nacionalista contra Francia, con muy pocas voces abiertamente simpatizantes con Francia. Cuando terminó el plazo de 15 años, se realizó un plebiscito en el territorio el 13 de enero de 1935, con el resultado de que el 90,3% de los votantes deseaban integrarse en la Alemania Nazi.
El 17 de enero de 1935, la reunificación del territorio con Alemania fue aprobada por el Consejo de la Sociedad de Naciones. El 1 de marzo, la Alemania Nazi tomó el control de la región y designó a Josef Bürckel como Reichskommissar für die Rückgliederung des Saarlandes ("Comisionado Imperial para la reunificación del territorio del Sarre").
La nueva Gau fue extendida hasta el Rin, incluyendo la histórica región del Palatinado; el nombre de la región se cambió el 8 de abril de 1940 por el de Gau Saarpfalz (Palatinado del Sarre). Después de la Batalla de Francia, el reanexionado  departamento francés de Moselle fue incorporado a la Reichsgau (Provincias Imperiales o del Reich).

### Anschluss (Unión con Austria)

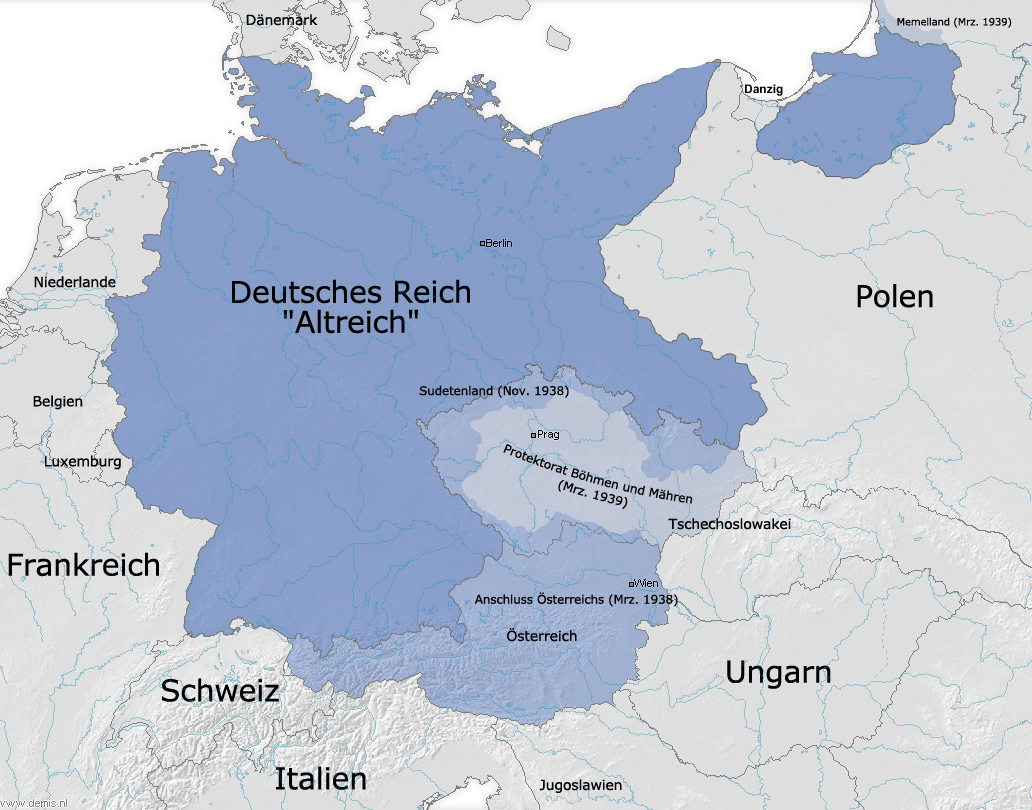
Territorios incorporados por Alemania entre 1938 y 1939.

Los Aliados, en el papel, se comprometieron a mantener los términos del Tratado de Versalles, que prohibía expresamente la unión de Austria y Alemania. A pesar de ello, el Anschluss fue uno de los primeros pasos de envergadura en la planificación de Adolf Hitler para la creación de un nuevo imperio alemán que incluiría todos los territorios de habla alemana y los que Alemania había perdido después de la Primera Guerra Mundial.
Los acontecimientos del 12 de marzo de 1938 marcaron la culminación de las históricas presiones transnacionales para unificar la población alemana de Austria y Alemania en una sola nación. Sin embargo, el Anschluss de 1938, a pesar de su popularidad, fue promulgado unilateralmente por Alemania. Anteriormente, la Alemania de Hitler había prestado apoyo al Partido Nazi Austriaco en su intento por hacerse con el liderazgo fascista en Austria. Aunque decidido a que Austria fuese independiente, el canciller de Austria, Kurt Schuschnigg, se vio obligado a convocar un plebiscito en medio de crecientes presiones.
Aunque Schuschnigg esperaba que la población de Austria votase a favor de mantener su autonomía política, un bien planeado golpe de Estado por el Partido Nazi Austriaco en las instituciones estatales austriacas en Viena tuvo lugar el 11 de marzo de 1938, antes de la votación. Con el poder rápidamente trasferido a Alemania, las tropas de la Wehrmacht (ejército regular alemán) entraron en Austria para reforzar el "Anschluss". Los nazis realizaron un nuevo plebiscito el mes siguiente, recibiendo este una abrumadora aprobación del 99.73% de los votos. No tuvo lugar lucha alguna, y las fuertes voces contra la anexión, particularmente las de Italia, Francia y el Reino Unido (miembros del Frente de Stresa), fueron desoídas, o en el caso de Italia, convencidos para cambiar de opinión.

### Territorio de Memel
Posteriormente, a finales de 1938, Lituania perdió el control de la situación en el Territorio de Memel (del alemán: Memelland). En las primeras horas del 23 de marzo de 1939, después de un comunicado a través de la delegación lituana en Berlín, el ministro lituano de Asuntos Exteriores Juozas Urbšys y su contrapartida alemana Joachim von Ribbentrop firmaron el Tratado de Cesión del Territorio de Memel a Alemania a cambio de la Zona Libre Lituana en el puerto de Memel, usando las instalaciones erigidas en años anteriores.

### Checoslovaquia

Partición de Checoslovaquia desde 1938 hasta 1939. Ganancias alemanas en violeta (oscura: Sudetes, clara: Protectorado de Bohemia y Moravia).

#### Invasión de los Sudetes
El 29 de septiembre de 1938 Adolf Hitler, Neville Chamberlain, Benito Mussolini y Édouard Daladier firmaron el Pacto de Múnich. El gobierno checo capituló el 30 de septiembre y accedió a regañadientes a cumplir el acuerdo. Este dio a Alemania los Sudetes a partir del 10 de octubre y el control de facto sobre el resto de Checoslovaquia, tras lo cual Hitler prometió no ir más lejos.
Hitler y Chamberlain firmaron una resolución adicional para determinar cómo resolver todas las controversias en el futuro entre Alemania y el Reino Unido a través de medios pacíficos. Esto se confunde a menudo con el Acuerdo de las Cuatro Potencias de Múnich, sobre todo porque la mayoría de las fotografías de regreso de Chamberlain lo muestran agitando el documento que contiene la resolución, no el Acuerdo de Múnich en sí.
Sin las fortificaciones que había construido en la región de los Sudetes, Checoslovaquia estaba indefensa. El 5 de octubre Edvard Beneš renunció como Presidente de Checoslovaquia, con lo que la caída de Checoslovaquia fue completa. Seguidamente al estallido de la Segunda Guerra Mundial, formó el Gobierno checoslovaco en el exilio en Londres.

#### Invasión del resto de Checoslovaquia
El 13 de marzo de 1939, los ejércitos nazis entraron en Praga y procedieron a ocupar los territorios remanentes de Bohemia y Moravia, creando un protectorado del Reich. La mitad este del país, Eslovaquia, se convirtió en un Estado separado pronazi, la República Eslovaca.
El primer ministro Chamberlain se sintió traicionado por las acciones de los alemanes en Checoslovaquia, ya que demostró que su política de apaciguamiento hacia Hitler había fracasado, e inmediatamente comenzó a movilizar a las fuerzas armadas del Imperio Británico. Francia hizo lo mismo. Aunque no se ejecutaron acciones inmediatamente, la Invasión de Polonia por parte de Hitler en septiembre de 1939 dio comienzo a la Segunda Guerra Mundial en Europa.

## Segunda Guerra Mundial

Alemania y sus Estados satélites, en la máxima expansión del Tercer Reich en 1942.

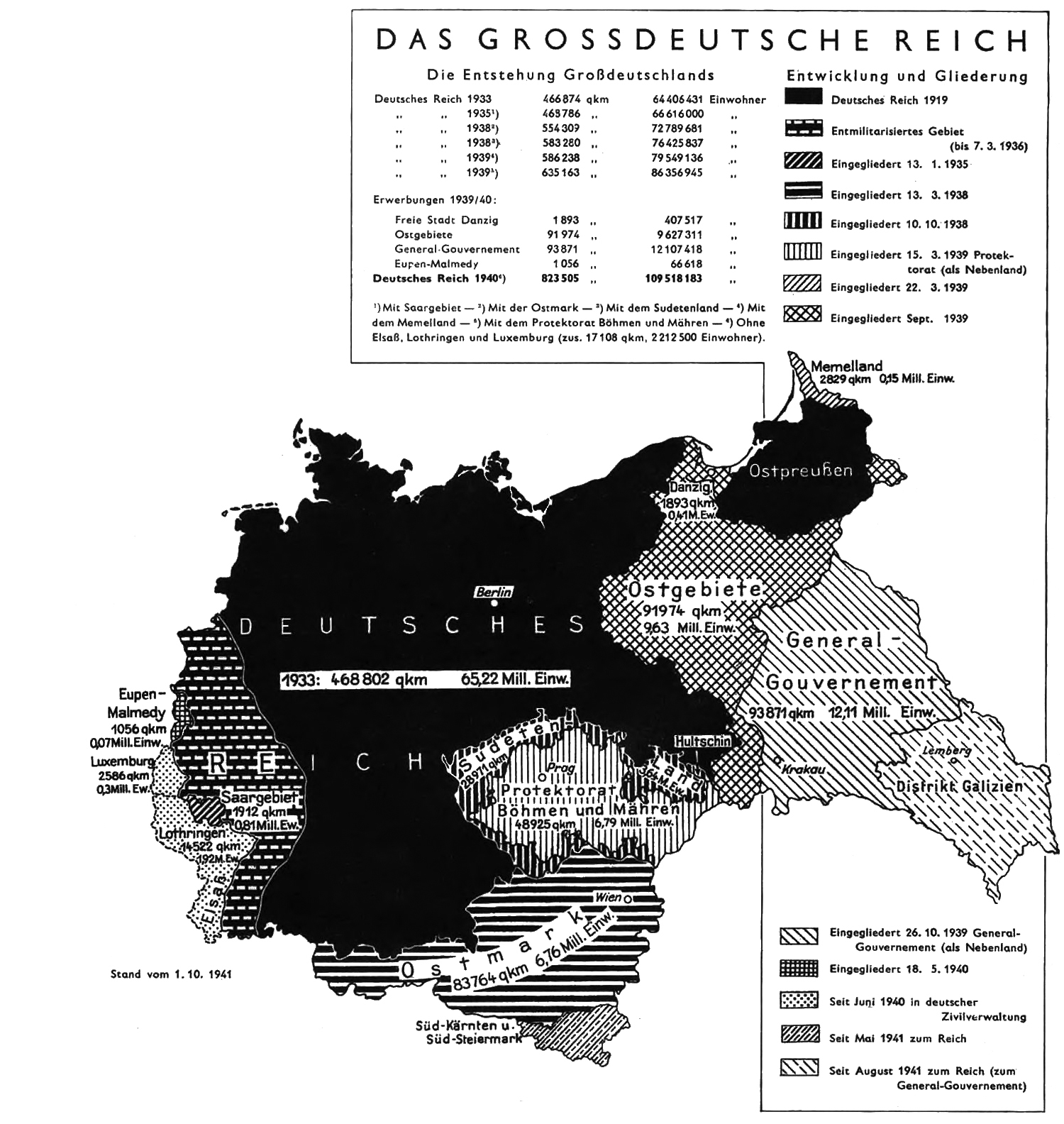
Expansión territorial de Alemania entre 1933 y 1941, tal como se explicaba en los mapas para los soldados de la Wehrmacht.

### Polonia

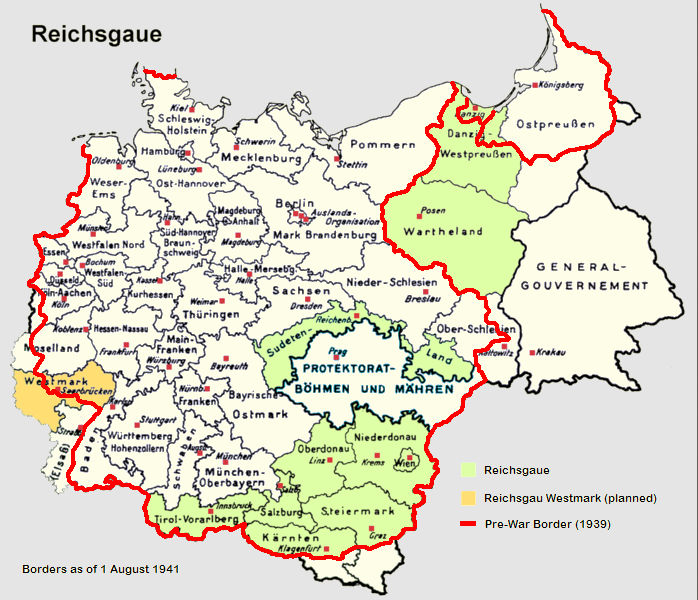
Mapa de las Reichsgau (provincias del Reich) en 1941.

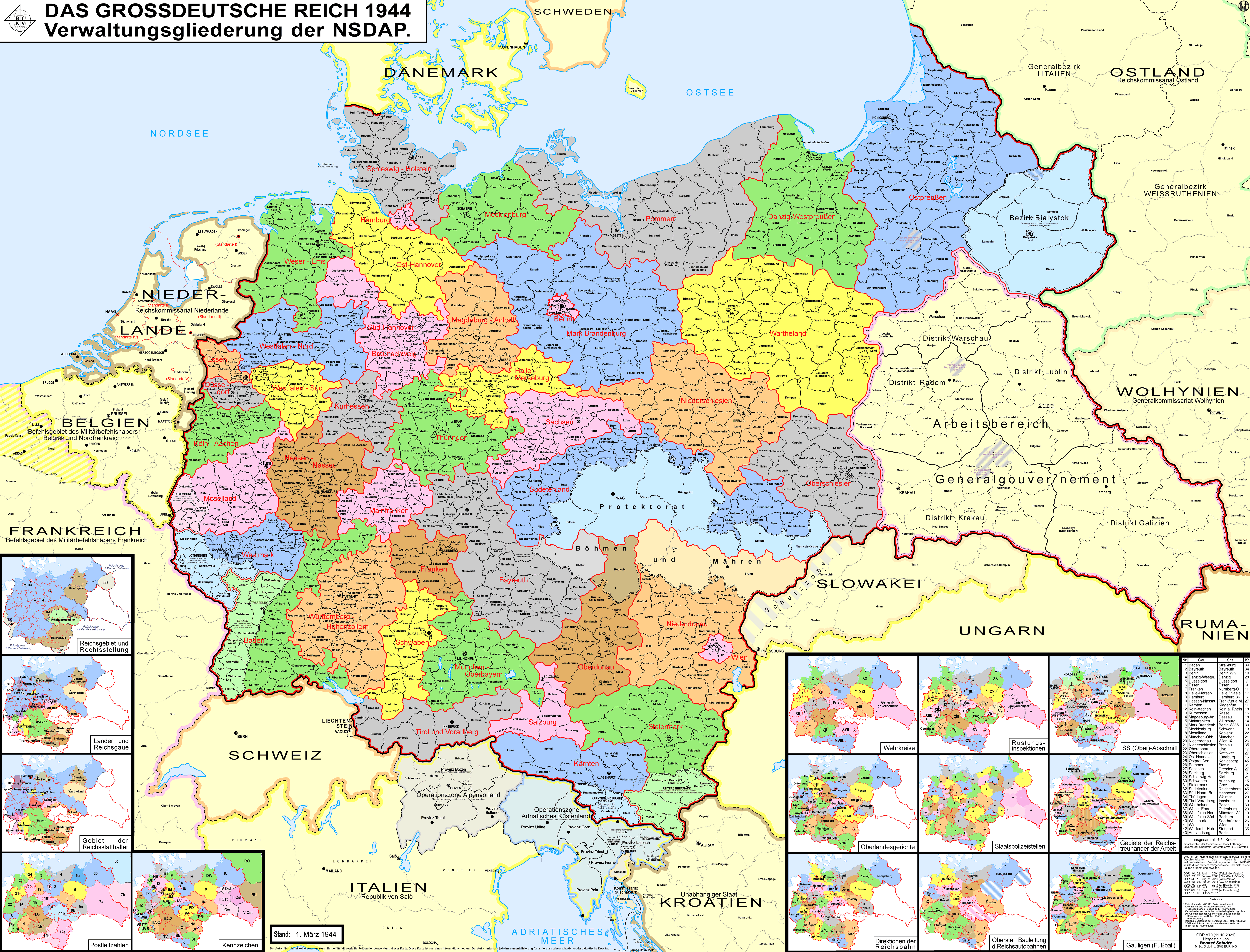
Mapa de las Reichsgau en 1944.

Después de invadir Polonia en 1939, Alemania se anexionó los territorios que se había visto forzada a ceder a Polonia entre 1919 y 1922 en virtud del Tratado de Versalles, incluyendo el corredor polaco, Prusia Oriental, la Provincia de Posen y la Alta Silesia del Este. El Volkstag de la Ciudad libre de Dánzig votó a favor de formar parte de Alemania otra vez, aunque los polacos y judíos fueron privados de su derecho a voto y aquellos partidos políticos no afiliados al partido Nazi fueron prohibidos. Partes de Polonia que nunca habían sido parte del Imperio alemán fueron también incorporadas a los territorios del Reich.
Dos decretos de Adolf Hitler (del 8 y 12 de octubre de 1939) determinaron la división de las áreas anexionadas de Polonia en las siguientes unidades administrativas:
- Reichsgau de Wartheland (inicialmente Reichsgau de Posen), que incluía el Voivodato de Poznań, la mayoría del Voivodato de Łódź, cinco condados de Voivodato de Pomerania y el Condado de Działdowo County del Voivodato de Varsovia.

- Reichsgau de Danzig-Prusia Occidental (inicialmente Reichsgau de Prusia Occidental), que consistía en el resto del Voivodato de Pomerania y la Ciudad libre de Dánzig.

- Distrito de Ciechanów (Regierungsbezirk de Zichenau), consistente en los cinco condados septentrionales del Voivodato de Varsovia (Płock, Płońsk, Sierpc, Ciechanów y Mława), que formaban parte de la Prusia Occidental.

- Distrito de Katowice (Regierungsbezirk Kattowitz), o de forma oficiosa Alta Silesia del Este (Ost-Oberschlesien), que incluía los condados de Sosnowiec, Będzin, Chrzanów y Zawiercie, así como partes de los condados de Olkusz y Żywiec.

Estos territorios tenían una superficie de 94.000 km² y una población de 10.000.000 de habitantes. El resto del territorio polaco fue anexionado por la Unión Soviética (c. 52%; ver Pacto Ribbentrop-Mólotov) o integrado bajo el control del Gobierno General de la zona de ocupación alemana.
Después del ataque alemán a la Unión Soviética en junio de 1941, el Voivodato de Białystok, que incluía los condados de Białystok, Bielsk Podlaski, Grajewo, Łomża, Sokółka, Volkovysk y Grodno, fue "asignado" (no incorporado) a la Prusia Oriental, mientras que la Galitzia Oriental fue transferida al Gobierno General.

### Alsacia-Lorena
Después de la invasión a Francia en 1940, Alemania se anexionó los departamentos de Bajo Rin, Alto Rin y Mosela (Alsacia-Lorena). El gobierno alemán nunca negoció o declaró una anexión formal, con el fin de preservar la posibilidad de un acuerdo con Occidente.[cita requerida]

### Eupen y Malmedy
Eupen y Malmedy, conocidos como los Cantones Orientales en Bélgica (junto con el territorio neutral de Moresnet), fueron anexionados por la Alemania Nazi en 1940 con el consentimiento de la población local de origen alemán. Durante este periodo la parte sur de los Cantones Orientales fue escenario de duras batallas, incluyendo Ardenas, St. Vith, Rocherath Krinkelt, Bütgenbach y muchas otras.

### Luxemburgo
Luxemburgo fue invadido y ocupado por las fuerzas alemanas en junio de 1940 y formalmente anexionado a Alemania en agosto de 1942.

### Partes de Yugoslavia
Tras la derrota de Yugoslavia, Alemania, Italia y Hungría se anexionaron cada una partes de Eslovenia, siendo la parte más extensa Baja Estiria anexionada por el Ostmark (o Austria).

### Tirol del Sur
En 1943, Mussolini fue depuesto e Italia se rindió a los Aliados, que habían invadido el sur de la península a través de Sicilia. Las tropas alemanas invadieron rápidamente el norte de Italia, y el Tirol del Sur se convirtió en parte de la Zona de Operaciones de las estribaciones alpinas, anexada a la Gran Alemania.
Se temía que los alemanes podrían usar la región como un bastión para luchar de forma directa en los territorios controlados por los Aliados, pero esto no ocurrió debido al suicidio de Hitler, la desintegración y el caos del aparato nazi y la rápida rendición de la Alemania nazi.
La región escapó en gran medida a la lucha durante la guerra, y su lejanía montañosa demostró ser útil como un refugio para los objetos saqueados por los nazis en toda Europa. Cuando la 88.ª División de Infantería de los Estados Unidos ocupó el Tirol del Sur desde el 2 de mayo de 1945, se encontró una gran cantidad de objetos preciosos y tesoros artísticos.

### Reconocimiento
Todas los territorios que fueron incorporados a la Alemania Nazi entre 1937 y el 8 de mayo de 1945 fueron de facto repudiados en las conferencias de Yalta y Potsdam, y no fueron tenidos en cuenta en la división posguerra de la Alemania Nazi. La única excepción fue el Territorio de Memel, cuya incorporación a Alemania fue reconocida por el Reino Unido y Francia a finales de marzo de 1939, pero no por los Estados Unidos.

## Cambios territoriales después de la Segunda Guerra Mundial

Alemania después del fin de la Segunda Guerra Mundial.
----
Zona de ocupación soviética
Zona de ocupación británica
Zona de ocupación francesa
Zona de ocupación estadounidense
Anexado por Polonia y la Unión Soviética

Cuando se hizo evidente que los Aliados iban a derrotar a la Alemania Nazi, se planteó la cuestión de cómo redibujar las fronteras de los países de la Europa Oriental después de la guerra. En el contexto de esas decisiones, surgió el problema de qué hacer con las minorías étnicas dentro de las fronteras a determinar. Los cambios territoriales al final de la Segunda Guerra Mundial eran parte de los acuerdos negociados entre los Aliados victoriosos para volver a trazar las fronteras nacionales y también de la deportación de todos los alemanes que estaban al este de la línea Oder-Neisse (formada por los ríos homónimos). Los Aliados ocuparon Alemania, pero los Aliados occidentales y la Unión Soviética formaron gobiernos separados que cubrían partes específicas de Alemania (Alemania Occidental, así como Berlín Occidental y Alemania Oriental). Las dos Alemanias y el Oeste de Berlín se reunificaron en 1990.

### La Conferencia de Yalta
La decisión final para mover los límites de Polonia hacia el oeste fue tomada por los Estados Unidos, Reino Unido y la Unión Soviética en la Conferencia de Yalta, poco antes de terminar la guerra. La ubicación exacta de la frontera estaba sin fijar; los Aliados occidentales aceptaron el río Oder como la futura frontera occidental de Polonia y que se trasladara la población en función de su etnia como forma de prevenir futuras disputas fronterizas. La cuestión a discutir era si la frontera debería seguir el curso de los ríos Neisse oriental u occidental, y si Stettin, el puerto tradicional de Berlín, debería permanecer dentro de Alemania o ser incluido en Polonia.
En un principio, Alemania iba a retener Stettin, mientras que los polacos se iban a anexar la Prusia Oriental con Königsberg. Finalmente, Stalin decidió que quería Königsberg como puerto de invierno (puerto de aguas cálidas, que no se congelasen en invierno) para la Armada Soviética por un año y sostuvo que los polacos debían recibir Stettin en su lugar. El gobierno polaco en el exilio durante la guerra tuvo poco que decir en estas decisiones.
Los puntos clave de la reunión, relevantes para los cambios territoriales de Alemania, son los siguientes:
- Hubo un acuerdo en el cual la prioridad sería la rendición incondicional de la Alemania Nazi. Después de la guerra, Alemania se dividiría en cuatro zonas de ocupación, con una ocupación cuatripartita de Berlín.

- Stalin aceptó que Francia tendría la cuarta zona de ocupación en Alemania y Austria, extraída de las zonas británicas y estadounidenses. Francia también tendría un puesto en el Consejo de Control Aliado.

- Alemania se sometería a la desmilitarización y desnazificación.

La línea Curzon en 1945.

- La nueva configuración del Estado de Polonia también se discutió, pero se vio complicada por el hecho de que Polonia estaba en dicho momento bajo el control del Ejército Rojo. Se acordó reorganizar el Gobierno Provisional Polaco que había sido creado por el Ejército Rojo a través de la inclusión de otros grupos, como el Gobierno Provisional Polaco de Unidad Nacional, y celebrar elecciones democráticas, por lo que se excluía de forma efectiva al Gobierno de Polonia en el exilio que había salido del país en 1939.

- La frontera oriental de Polonia seguiría la línea Curzon, y Polonia recibiría una sustancial indemnización territorial en el oeste a expensas de Alemania, aunque la frontera exacta se determinaría en un momento posterior.

- Se crearía un "Comité de desmembramiento de Alemania". El objetivo era determinar si Alemania iba a ser dividida en varias naciones, y si fuera así, determinar las fronteras y relaciones entre los nuevos Estados alemanes a crear.

### La Conferencia de Potsdam
En la Conferencia de Potsdam, los Estados Unidos, el Reino Unido y la Unión Soviética fijaron los territorios alemanes dentro de las fronteras de la Alemania Nazi de 1937 y al este de la línea Oder-Neisse, y con la excepción de algunas partes de la Prusia Oriental, pasaron formalmente al control administrativo de Polonia (que fueron referidos por el gobierno comunista polaco como "territorios recuperados"). Se preveía que un tratado de paz definitivo sería firmado en breve y confirmaría esta frontera o bien determinaría cualquier alteración. El norte de la Prusia Oriental y el territorio de Memel fueron puestos bajo el control administrativo soviético. La Ciudad libre de Dánzig fue colocada bajo administración polaca. La población alemana al este de la línea Oder-Neisse fue expulsada.
Al final de la conferencia, los tres jefes de Gobierno acordaron las siguientes acciones:

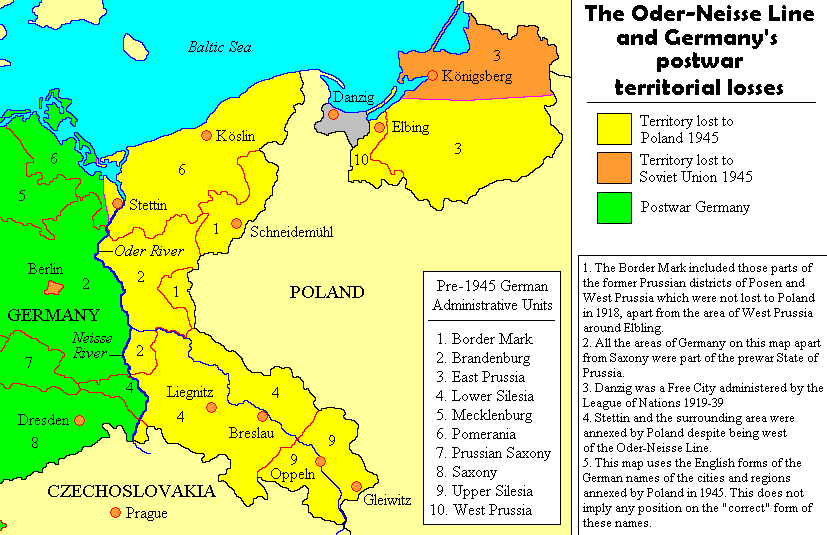
La línea Oder-Neisse.

- La emisión de una declaración de objetivos de la ocupación de Alemania por los Aliados: desmilitarización, desnazificación y democratización.

- División de Alemania y Austria en cuatro zonas de ocupación (acordadas anteriormente en Yalta), y una división similar de las capitales, Berlín y Viena.

- Reversión de todas las anexiones de Alemania en Europa después de 1937, las cuales fueron entre otras los Sudetes, Alsacia-Lorena, Austria y la parte más occidental de Polonia.

- La frontera oriental de Alemania sería desplazada hacia el oeste, hasta la línea Oder-Neisse, reduciendo el tamaño de Alemania en aproximadamente un 25% en comparación con sus límites de 1937. Los territorios al este de la nueva frontera comprendían Prusia Oriental, toda Silesia (a excepción de la zona alrededor de Görlitz) y la mayoría de Pomerania. Estas áreas incluyen grandes centros urbanos, tales como Stettin, Breslau y Landsberg.

- Expulsión de la población alemana restante fuera de las fronteras orientales de Alemania y ¨de los étnicamente alemanes de otros Estados tales como Checoslovaquia, Hungría, Polonia, Rumania y Yugoslavia. Francia, que no había participado en la conferencia de Potsdam, se tomó sus libertades para descartar este punto y, por lo tanto, se negó a recibir a desplazados en su zona de ocupación.[7]

#### Finalización de la frontera polaco-alemana

Cambios y pérdidas territoriales de Alemania entre 1919 y 1990.
----
Territorios perdidos en 1919
Ciudad Libre de Dánzig.
Territorios perdidos en 1945
Alemania después de 1990

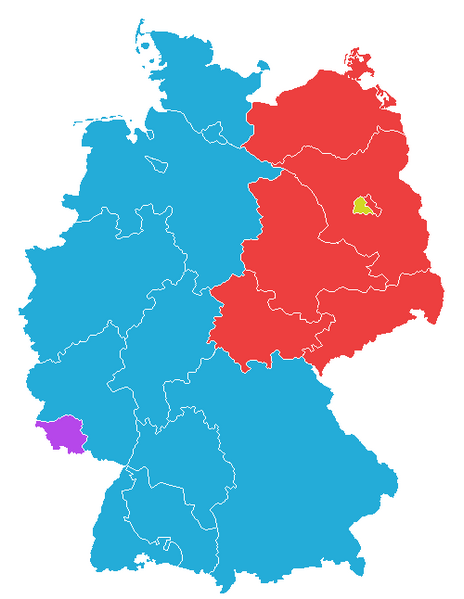
Alemania Occidental, Alemania Oriental y el Sarre en 1949.

El problema con el estatuto de estos territorios fue el documento definitivo de la Conferencia de Potsdam de 1945, ya que no fue un documento de negociación de tregua legal, sino un memorando entre la Estados Unidos, el Reino Unido y la Unión Soviética. Este memorando regulaba la frontera oriental de Alemania, que sería la línea Oder–Neisse, pero el artículo final de dicha exposición especificaba que las decisiones finales sobre Alemania debían ser objeto de un tratado de paz por separado.
Sobre la base de esta interpretación del Acuerdo de Potsdam, la UDC a la cabeza del gobierno alemán mantuvo que la línea Oder-Neisse era totalmente inaceptable y estaba sujeta a negociación. También los socialdemócratas del SPD se negaron a aceptar la línea Oder-Neisse. Además, la posición oficial del gobierno alemán sobre el estatuto de los territorios al este de los ríos Oder–Neisse vaciados de población de etnia alemana era que estaban "temporalmente bajo administración polaca (o soviética)".
Entre 1970 y 1990, la política de Alemania Occidental fue el reconocimiento gradual de facto de la situación sobre el terreno, y por consiguiente, la aceptación de las cláusulas del Tratado sobre el acuerdo final con respecto a Alemania, por el cual Alemania renunciaba a cualquier tipo de derecho sobre los territorios al este de la línea Oder–Neisse.
En el Tratado de Varsovia (1970; ratificado en 1972) Alemania reconocía la línea Oder-Neisse como frontera occidental de Polonia y renunciaba a cualquier reclamación territorial presente y futura, lo que fue reafirmado por los dos Estados alemanes en el Tratado del acuerdo final con respecto a Alemania en la década de 1990 como una condición previa para la reunificación.
El tratado fue ratificado en 1991 por la Alemania reunificada, Estados Unidos y Polonia, y finalmente se resolvió la cuestión de la frontera Oder-Neisse por el Tratado Fronterizo de Alemania y Polonia en noviembre de 1990. Esto puso fin al limbo legal, lo que significa que durante 45 años, la gente de ambos lados de la frontera no podían estar seguras si el statu quo alcanzado en 1945 podría ser cambiado en una fecha futura.

### Bélgica
El "Grupo de Trabajo sobre los ajustes provisionales de las fronteras occidentales de Alemania" aprobó en 1949 la transferencia provisional a Bélgica de 20 km² con un total de 500 habitantes:
1. Bildchen (devuelto en 1956).
2. Lichtenbusch (devuelto en 1956).
3. Fringshaus.
4. Leykoul (devuelto en 1956).
5. Elsenborn.
6. Losheim (solo la villa fue devuelta en 1956).
7. Hemmeres (devuelto en 1956).

Estos territorios en 1956 tenían 704 habitantes (incluyendo refugiados). Antes de su disolución y su reparto entre la Alemania Occidental y Bélgica, la región fue gobernada como un territorio independiente por el Mayor general del Ejército Belga Pablo Bolle, que gozaba de poderes dictatoriales.

### Países Bajos
A pesar de varias propuestas de anexión por parte de los Países Bajos en el Plan Bakker-Schut, sólo se llevaron a cabo unas pocas modificaciones fronterizas. El 23 de abril de 1949, las tropas neerlandesas ocuparon una superficie de 69 km², las partes más grandes fueron Elten y Selfkant. Se introdujeron otras muchas correcciones a la frontera, en su mayoría en las inmediaciones de Arnhem y Dinxperlo. En ese momento, estas zonas estaban habitadas por un total de casi 10.000 personas.
A partir de marzo de 1957, la Alemania Occidental negoció la devolución de estas áreas con los Países Bajos. Estas negociaciones condujeron a un acuerdo realizado en La Haya el 8 de abril de 1960, en el que Alemania accedió a pagar 280 millones de marcos alemanes para el regreso de Elten, Selfkant y Suderwick, así como en concepto de reparaciones.
El territorio fue devuelto a Alemania el 1 de agosto de 1963, excepto una pequeña colina (de unos 3 km²) cerca del pueblo de Wyler, llamado Duivelsberg/Wylerberg, que fue anexionada por los Países Bajos.

### Francia
A partir del 16 de febrero de 1946, Francia se desligó de la zona del Sarre y estableció en ella el Protectorado del Sarre, añadiendo partes de la Renania prusiana y el Palatinado bávaro (Saarpfalz). Al igual que los antiguos territorios orientales de Alemania, la región del Sarre estaba fuera de la jurisdicción del Consejo de Control Aliado para Alemania y, por lo tanto, no formaba parte de las Zonas de ocupación aliadas en Alemania. Sin embargo, a diferencia de los territorios orientales, la población alemana del Sarre no fue expulsada por los franceses.
El 1 de enero de 1957, el Protectorado del Sarre declaró su adhesión a la República Federal de Alemania, tal como preveía su Constitución en el artículo 23 (Pequeña Reunificación), convirtiéndose así en el nuevo estado federado del Sarre.